# Ермаково (Крым)
Ермако́во (до 1948 года Тота́й; укр. Єрмакове, крымскотат. Totay) — село в Джанкойском районе Республики Крым, центр Ермаковского сельского поселения (согласно административно-территориальному делению Украины — Ермаковского сельского совета Автономной Республики Крым).

## Население
| 2001 | 2014 |
| ---- | ---- |
| 930  | ↘909 |

Всеукраинская перепись 2001 года показала следующее распределение по носителям языка
| Язык             | Процент |
| ---------------- | ------- |
| русский          | 67.53   |
| украинский       | 17.96   |
| крымскотатарский | 12.8    |
| другие           | 0.43    |

### Динамика численности
| - 1805 год — 74 чел. - 1864 год — 8 чел. - 1915 год — 0/12 чел. - 1926 год — 72 чел. - 1939 год — 104 чел. | - 1989 год — 900 чел. - 2001 год — 930 чел. - 2009 год — 935 чел. - 2014 год — 909 чел. |

## Современное состояние
На 2017 год в Ермаково числится 17 улиц; на 2009 год, по данным сельсовета, село занимало площадь 263,7 гектара, на которой в 322 дворах проживало 935 человек. В селе действуют начальная школа — детский сад, дом культуры, библиотека, отделение Почты России.

## География
Расположено в 21 километре (по шоссе) севернее города Джанкой, ближайшая железнодорожная станция — Солёное Озеро — примерно 5 километров. Высота центра села над уровнем моря — 8 м. Транспортное сообщение осуществляется по региональным автодорогам 35А-002 граница с Украиной — Симферополь — Алушта — Ялта и 35Н-183 Томашевка — Ермаково (по украинской классификации — М-18 Харьков — Симферополь — Алушта — Ялта и С-0-10459).

## История
Первое документальное упоминание села встречается в Камеральном Описании Крыма… 1784 года, судя по которому, в последний период Крымского ханства Тотай входил в Дип Чонгарский кадылык Карасубазарского каймаканства.
После присоединения Крыма к России (8) 19 апреля 1783 года, (8) 19 февраля 1784 года, именным указом Екатерины II сенату, на территории бывшего Крымского Ханства была образована Таврическая область и деревня была приписана к Перекопскому уезду. После Павловских реформ, с 1796 по 1802 год, входила в Перекопский уезд Новороссийской губернии. По новому административному делению, после создания 8 (20) октября 1802 года Таврической губернии,, Тотай был включён в состав Биюк-Тузакчинской волости Перекопского уезда.
По Ведомости о всех селениях в Перекопском уезде состоящих с показанием в которой волости сколько числом дворов и душ… от 21 октября 1805 года, в деревне Тотай-Афуз числилось 10 дворов и 74 крымских татарина. На военно-топографической карте генерал-майора Мухина 1817 года деревня Тотой обозначена с 11 дворами. После реформы волостного деления 1829 года Тотой, согласно «Ведомости о казённых волостях Таврической губернии 1829 года», остался в составе Тузакчинской волости. В дальнейшем, видимо, вследствие эмиграции крымских татар в Турцию, деревня начала пустеть. На карте 1842 года Тотай обозначен условным знаком «малая деревня», то есть, менее 5 дворов.
В 1860-х годах, после земской реформы Александра II, деревню включили в состав Бурлак-Таминской волости. В «Списке населённых мест Таврической губернии по сведениям 1864 года», составленном по результатам VIII ревизии 1864 года, Тотай — владельческая татарская деревня с 3 дворами и 8 жителями. По обследованиям профессора А. Н. Козловского начала 1860-х годов, в селении «… нет другой воды кроме копаней глубиною 5—6 саженей (10—12 м). Вода в них не постоянна, притом половина копаней с пресною, а половина с солёною водою» (копань — выкопанная на месте с близким залеганием грунтовых вод яма). Согласно «Памятной книжке Таврической губернии за 1867 год», деревня была покинута жителями ввиду эмиграции крымских татар, особенно массовой после Крымской войны 1853—1856 годов, в Турцию и оставалась в развалинах и, если на трехверстовой карте Шуберта 1865 года деревня ещё обозначена, то на карте, с корректурой 1876 года, на месте деревни обозначен двор Александровича. В «Памятной книге Таврической губернии 1889 года» Тотай также не записан. По Статистическому справочнику Таврической губернии. Ч.II-я. Статистический очерк, выпуск пятый Перекопский уезд, 1915 год, на хуторе Тотай (казённый) Богемской волости Перекопского уезда числилось 4 двора с русским населением в количестве 12 «посторонних» жителей, из которых по 6 мужчин женщин. При хуторе числилось 300 десятин удобной земли, в хозяйств имелось 45 коров.
Во время гражданской войны, при форсировании Сиваша у Чонгара в ночь с 10 на 11 ноября 1920 года бойцы 30-й стрелковой Сибирской дивизии прорвались на крымский берег у деревни Тотай. В этом бою погибли 56 красноармейцев и командиров, похороненных в братской могиле в центре села. Сейчас на захоронении у здания местной школы установлен обелиск, постановлением Совета министров Республики Крым № 627 от 20 декабря 2016 года отнесённый к категории объектов культурно-исторического наследия России регионального значения.
После установления в Крыму Советской власти, по постановлению Крымревкома от 8 января 1921 года № 206 «Об изменении административных границ» была упразднена волостная система и в составе Джанкойского уезда был создан Джанкойский район. В 1922 году уезды преобразовали в округа. 11 октября 1923 года, согласно постановлению ВЦИК, в административное деление Крымской АССР были внесены изменения, в результате которых округа были ликвидированы, основной административной единицей стал Джанкойский район и село включили в его состав. Согласно Списку населённых пунктов Крымской АССР по Всесоюзной переписи 17 декабря 1926 года, в селе Тотай,Таганашского сельсовета Джанкойского района, числилось 15 дворов, из них 14 крестьянских, население составляло 72 человека, из них 59 русских, 12 украинцев, 1 татарин. В селе действовал колхоз «Ленинский завет», впоследствии вошедший 2-м отделением в колхоз имени 21 съезда КПСС, в 1970 году выделенный в колхоз имени Ю. А. Гагарина, в 1992 году преобразованный в акционерную ассоциацию крестьянских хозяйств того же имени. По данным всесоюзная перепись населения 1939 года в селе проживало 104 человека. На подробной карте РККА северного Крыма 1941 года в Тутае отмечено 26 дворов.
В 1944 году, после освобождения Крыма от нацистов, 12 августа 1944 года было принято постановление № ГОКО-6372с «О переселении колхозников в районы Крыма» и в сентябре 1944 года в район приехали первые новосёлы (27 семей) из Каменец-Подольской и Киевской областей, а в начале 1950-х годов последовала вторая волна переселенцев из различных областей Украины. С 25 июня 1946 года Тотай в составе Крымской области РСФСР. Указом Президиума Верховного Совета РСФСР от 18 мая 1948 года, Тотай переименовали в Ермаково. 26 апреля 1954 года Крымская область была передана из состава РСФСР в состав УССР. Время включения в Медведевский сельсовет пока не установлено: на 15 июня 1960 года село уже числилось в его составе. С 1 апреля 1977 года Ермаково — центр сельсовета. По данным переписи 1989 года в селе проживало 900 человек. С 12 февраля 1991 года село в восстановленной Крымской АССР, 26 февраля 1992 года переименованной в Автономную Республику Крым. С 21 марта 2014 года в составе Крыма аннексировано Россией.